# Острова ABC

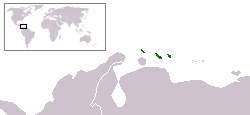
Расположение островов ABC в Карибском море, с запада на восток: Аруба, Кюрасао, Бонайре

Острова ABC (Малые Антильские) — по-русски читается как Эй-Би-Си — это Аруба, Бонайре и Кюрасао. Это три самых западных из Подветренных островов в составе Антильских островов в Карибском море, к северу от штата Фалькон, Венесуэла. С запада на восток они располагаются так — Аруба, Кюрасао, Бонайре.
Все три острова являются частью Королевства Нидерландов. Аруба и Кюрасао являются автономными, самоуправляемыми членами Королевства Нидерландов, а Бонайре — специальным муниципалитетом Нидерландов. Их можно сравнить с SSS-островами — Саба (остров), Синт-Эстатиус и Синт-Мартен — первые два являются специальными муниципалитетами Нидерландов, а Синт-Мартен — самоуправляемым членом этого Королевства.
| Флаг    | Острова ABC | Административный центр | Площадь, (км²) | Население, (чел.) (на 1 января 2010 года) | Плотность населения, (чел./км²) |
| ------- | ----------- | ---------------------- | -------------- | ----------------------------------------- | ------------------------------- |
| Аруба   | Аруба       | Ораньестад             | 193            | 123 065                                   | 534,02                          |
| Бонайре | Бонайре     | Кралендейк             | 288            | 13 389                                    | 46,49                           |
| Кюрасао | Кюрасао     | Виллемстад             | 444            | 141 766                                   | 319,29                          |
| Всего   | Всего       |                        | 925            | 278 220                                   | 300,78                          |